# Pioc salvatge del Sahel
El pioc salvatge del Sahel (Ardeotis arabs) és una espècie d'ocell de la família dels otídids (Otididae) que habita sabanes i estepes àrides des del sud-oest de Mauritània, Senegal, Gàmbia, sud de Mali, Burkina Faso i Costa d'Ivori, cap a l'est per la regió del Llac Txad i sud del Sudan fins a Etiòpia, Eritrea, Djibouti i el Iemen i el sud d'Aràbia Saudí.